# 門脇三郎
門脇 三郎（、1927年〈昭和2年〉11月28日 - ）は、日本の元俳優。東京市（現：東京都）出身。日本映画俳優学校卒。東宝を経て、新星プログループに所属していた。
書籍『ゴジラ大百科 [メカゴジラ編]』では、大塚秀男や宇留木 耕嗣に並ぶ地味な俳優と評している。
2016年から映像コンテンツ権利処理機構に連絡のとれない権利者として掲載されている。

## 出演

### 映画
- プーサン（1953年 市川崑監督） - 映写技師
- 太平洋の鷲（1953年 本多猪四郎監督）
- さらばラバウル（1954年 本多猪四郎監督） - ラバウル兵
- ゴジラシリーズ
  - ゴジラ（1954年 本多猪四郎監督） - 海上保安庁係官[6][8]
  - キングコング対ゴジラ（1962年 本多猪四郎監督） - TVスタッフ[8]
  - モスラ対ゴジラ（1964年 本多猪四郎監督） - 警官[8]
  - 三大怪獣 地球最大の決戦（1964年 本多猪四郎監督） - 上野公園の野次馬[5]
  - 怪獣大戦争（1965年 本多猪四郎監督） - 宇宙局局員[1][2][5]、野次馬[8]
  - ゴジラ・エビラ・モスラ 南海の大決闘（1966年 福田純監督） - インファント島民[8]
  - 怪獣総進撃（1968年 本多猪四郎監督） - 月基地技師[8]
  - ゴジラ・ミニラ・ガバラ オール怪獣大進撃（1969年 本多猪四郎監督） - 野次馬[8]
  - ゴジラ対ヘドラ（1971年 坂野義光監督） - テレビ内の民衆[8]、雀荘の男[8]、下士官[8]
  - メカゴジラの逆襲（1975年 本多猪四郎監督） - あかつき1号乗組員[9][8]
- 白夫人の妖恋（1956年 豊田四郎監督）
- 空の大怪獣 ラドン（1956年 本多猪四郎監督） - 地震研究所所員[1][2][3]
- 地球防衛軍（1957年 本多猪四郎監督）
- 続ちゃっきり金太（1958年 青柳信雄監督） - 駕籠屋
- 裸の大将（1958年 堀川弘通監督） - 闇市の男・真岡町の男
- 日本誕生（1959年 稲垣浩監督）
- 宇宙大戦争（1959年 本多猪四郎監督） - 記者[10]
- 暗黒街の対決（1960年 岡本喜八監督） - 荒神署の警官
- 電送人間（1960年 福田純監督） - 非常線の警官[11]
- 金づくり太閤記（1960年 川崎徹広監督） - 小関新介
- モスラ（1961年 本多猪四郎監督） - 国立総合核センター所員[1][3]
- 世界大戦争（1961年 松林宗恵監督）
- 妖星ゴラス（1962年 本多猪四郎監督）
- 無責任シリーズ
  - ニッポン無責任時代（1962年 古澤憲吾監督） - 太平洋酒社員
  - ニッポン無責任野郎（1962年 古澤憲吾監督） - 木陰の客
- 若い季節（1962年 古澤憲吾監督）
- 忠臣蔵 花の巻・雪の巻（1962年 稲垣浩監督）
- 太平洋の翼（1963年 松林宗恵監督）
- 国際秘密警察 指令第8号（1963年 杉江敏男監督）
- 宇宙大怪獣ドゴラ（1964年 本多猪四郎監督）
- 日本一シリーズ
  - 日本一のゴマすり男（1965年 古沢憲吾監督） - 営業部員
  - 日本一のゴリガン男（1966年 古澤憲吾監督） - 統南商事社員
- 太平洋奇跡の作戦 キスカ（1965年 丸山誠治監督）
- フランケンシュタイン対地底怪獣（1965年 本多猪四郎監督） - 大阪府警幹部[3]
- クレージー作戦シリーズ
  - 大冒険（1965年 古澤憲吾監督） - クラブマネージャー[12]
  - クレージー大作戦（1966年 古澤憲吾監督） - 看守
  - クレージーの大爆発（1969年 古澤憲吾監督） - 地下駐車場の監視
- 100発100中（1965年 福田純監督） - 羽田空港の男
- 奇巌城の冒険（1966年 谷口千吉監督） - ペシルの兵
- フランケンシュタインの怪獣 サンダ対ガイラ（1966年 本多猪四郎監督）
- キングコングの逆襲（1967年 本多猪四郎監督）
- 殺人狂時代（1967年 岡本喜八監督）
- 100発100中 黄金の眼（1968年 福田純監督） - 部下
- 東宝8.15シリーズ
  - 連合艦隊司令長官 山本五十六（1968年 丸山誠治監督）
  - 激動の昭和史 軍閥（1970年 堀川弘通監督） - 軍令部参謀
- 紙芝居昭和史 黄金バットがやって来る（1972年 石田勝心監督） - 刑事
- 王将（1973年 堀川弘通監督）
- 日本沈没（1973年 森谷司郎監督） - D1本部職員[13]
- 華麗なる一族（1974年 山本薩夫監督） - 阪神特殊鋼社員
- 喜劇 だましの仁義（1974年 福田純監督） - 囚人
- 告訴せず（1975年 堀川弘通監督） - コック
- 東京湾炎上（1975年 石田勝心監督） - 三管本部通信士[14]
- 金環蝕（1975年 山本薩夫監督） - 電力開発理事
- 続・人間革命（1976年 舛田利雄監督） - 信用組合役員
- 犬笛（1978年 中島貞夫監督）
- ニッポン警視庁の恥といわれた二人 刑事珍道中（1980年 斎藤光正監督）
- 白衣物語淫す!（1984年 伊藤秀裕監督） - 島田医師
- オーガズム・真理子（1985年 加藤文彦監督） - 黒崎光造
- 夢（1990年 黒澤明監督）
- 八月の狂詩曲（1991年 黒澤明監督）
- 超少女REIKO（1991年 大河原孝夫監督） - 保健室の先生

### テレビ
- ウルトラシリーズ
  - ウルトラQ 第3話「宇宙からの贈りもの」（1966年） - 宇宙開発局局員[注釈 1]
  - ウルトラマン 第21話「噴煙突破せよ」（1966年） - 防衛隊隊長
  - ウルトラマンティガ 第18話「ゴルザの逆襲」（1997年） - 桑畑町の避難民
  - ウルトラマンダイナ 第8話「遥かなるバオーン」（1997年） - ふるべ村村人
- 昔三九郎 第1話「お命頂戴仕る」（1968年）
- 怪奇大作戦 第10話「死を呼ぶ電波」（1968年） - 日東新聞記者
- 天と地と（1969年）
- 火曜日の女シリーズ「人喰い」（1970年）
- 飛び出せ!青春 第31話「ともに歩こう明日に向って!!」（1972年）
- 荒野の素浪人 第52話「流浪 殺しの子守唄」（1972年）
- 流星人間ゾーン（1973年）
  - 第3話「たたけ! ガロガの地底基地」 - アル博士
  - 第11話「間一髪 ゴジラの叫び!」 - 自動車工場重役[8]
- スーパーロボット レッドバロン 第20話「危うし! SSI」（1973年） - 木島博士
- 太陽にほえろ!
  - 第48話「影への挑戦」（1973年）
  - 第54話「汚れなき刑事魂」（1973年） - 梅津圭助
  - 第64話「子供の宝・大人の夢」（1973年） - 梅田玩具社員
  - 第121話「審判なき罪」（1974年） - 近所の住人
  - 第140話「故郷の父」（1975年） - 公園の浮浪者
  - 第221話「刑事失格!?」（1976年） - 丸山周一
  - 第232話「新しき友」（1976年） - 矢追販売所社長
  - 第239話「挑発」（1977年）
  - 第250話「民芸店の女」（1977年） - 沢野井家具製作所社長
  - 第257話「山男」（1977年） - 井川啓介
  - 第303話「お人好し」（1978年） - 杉山嘉男
  - 第312話「凶器」（1978年） - 市木隆雄
  - 第317話「殺人者に時効はない」（1978年） - 片桐洋一
  - 第370話「恐怖の食卓」（1979年）
  - 第383話「兄貴」（1979年） - 北上一郎[注釈 1]
  - 第403話「罪と罰」（1980年）
  - 第442話「引金に指はかけない」（1981年） - 銀行支店長
  - 第504話「バイオレンス」（1982年） - 川島署署長[注釈 1]
  - 第517話「落書き」（1982年） - 横田一郎[注釈 1]
  - 第600話「七曲署事件No.600」（1984年） - 多摩射撃場の客
  - 第663話「1970年9月13日」（1985年） - 大町雅司
  - 第679話「ホラ吹きの街」（1986年） - 光洋商事配送センター警備員
  - 第702話「教室」（1986年） - 酒亭じゅらく店主
  - 第709話「タイムリミット・午前6時」（1986年） - 医師
- 剣客商売 第14話「三冬の女ごころ」（1973年）
- 日本沈没 第18話「危機せまる小河内ダム」（1974年） - 管理事務所の所員
- 風の中のあいつ 第18話「無用!! 渡世に女の情け」（1974年）
- 大江戸捜査網
  - 第128話「裏切りの報酬」（1974年）
  - 第264話「囚人強奪の謎」（1976年）
  - 第268話「撃滅! 江戸の黒い霧」（1976年）
  - 第291話「いのち笛を吹く殺し屋」（1977年）
  - 第300話「女盗賊初春に舞う」（1977年）
  - 第313話「大暴れ魚河岸の伊達男」（1977年）
  - 第321話「初春雪どけを待つ女」（1978年）
  - 第334話「むすめ隠密 涙の旅立ち」（1978年）
  - 第340話「遊女が秘めた一筋の涙」（1978年）
  - 第383話「女風呂殺人事件」（1979年）
  - 第413話「暗殺者が狙う女の烙印」（1979年）
  - 第536話「幻の魔弓 激情に燃える女」（1982年）
  - 第619話「姫が消えた非情の囮作戦」（1983年）
  - 第627話「俺は殺せない! 涙の雪化粧」（1983年）
  - 平成版（1991年）
    - 第1シリーズ 第18話「吉原恋模様 居残り新十郎」
    - 第2シリーズ 第2話「隠密に惚れた女」
- 若い!先生 第25話「新しい明日へ!」（1974年） - 店主
- 剣と風と子守唄（1975年）
- 白い恐怖（1975年）
- 俺たちの勲章 第7話「陽のあたる家」（1975年）
- いろはの“い”（1976年）
- 江戸の旋風シリーズ
  - 江戸の旋風II
    - 第23話「牢破り」（1976年）
    - 第34話「情けの秋祭り」（1976年）
    - 第36話「かんざし哀話」（1976年）
    - 第41話「盗人の仁義」（1977年）
    - 第44話「女の冬」（1977年）
    - 第51話「十手魂の対決」（1977年）

  - 江戸の旋風III
    - 第4話「捕物の神様」（1977年）
    - 第18話「姉妹芸者」（1977年）
    - 第24話「呪いの藁人形」（1977年）
    - 第31話「こそ泥の恩返し」（1977年）
    - 第40話「消えた影」（1978年）
    - 第42話「不運な出会い」（1978年）

  - 江戸の旋風IV
    - 第1話「風と太鼓と風来坊」（1978年）
    - 第7話「剣と千羽鶴・激闘編」（1978年）
    - 第10話「岡っ引きの娘・抒情編」（1979年）
    - 第17話「若い狼たち・哀愁編」（1979年）
    - 第26話（最終回）「さむらいの挽歌・有情編」（1979年）

  - 新・江戸の旋風（1980年）
    - 第4話「唐丸籠破り」
    - 第9話「女郎蜘蛛の罠」
    - 第13話「危うし母子! 絵図面の謎」
    - 第22話「十年振りの手口」
    - 第27話「怪談・消えた娘」
- 横溝正史シリーズ・「三つ首塔」 第1話（1977年）
- 気まぐれ天使（1977年）
  - 第28話「拾ったチョコを食べないで!」
  - 第43話「棒っ切れにバラが咲く」
- 破れ奉行（1977年）
  - 第9話「暗黒街のふたり」
  - 第38話「深川奉行危機一髪 PART-II」
- 伝七捕物帳 （NTV）
  - 第122話「男一匹 かわら版」（1976年）
  - 第136話「孝心 涙の力石」（1977年）
  - 第154話「狙われた赤ン坊」（1977年）
  - 第156話「江戸母恋い唄」（1977年）
- 俺たちの朝 第36話「男2人と寝台車とカアコ頑張る」（1977年） - 衣料店々主
- 新五捕物帳
  - 第2話「女白浪情けの牢破り」（1977年）
  - 第4話「さらば大江戸八百八町」（1977年）
  - 第5話「掟の陰に消えた女」（1977年）
  - 第6話「ドジ野郎いちばん手柄」（1977年）
  - 第20話「明日に咲いた男花」（1978年）
  - 第24話「御赦免船に散った花」（1978年）
  - 第27話「愛の調べに架ける虹」（1978年）
  - 第33話「負け犬」（1978年）
  - 第34話「おりつの縁談」（1978年）
  - 第47話「月とすっぽん」（1978年）
  - 第62話「死を呼ぶ兇剣」（1979年） - 算盤塾講師
  - 第92話「十字架の光の陰に」（1979年）
  - 第97話「かあちゃんの子守唄」（1980年）
  - 第140話「鴉は知っていた」（1981年）
  - 第152話「偽りの盛装」（1981年）
  - 第155話「地獄からきた女」（1981年）
  - 第175話「消えた女の恨み節」（1982年） - 清兵衛
- 華麗なる刑事（1977年）
- 気まぐれ本格派
  - 第2話「兄貴の掌は熱かった」（1977年）
  - 第11話「三馬鹿三番叟」（1978年）
- 達磨大助事件帳 第10話「復讐の果てに」（1977年）
- 江戸の鷹 御用部屋犯科帖（1978年）
- 大追跡（1978年）
  - 第2話「狙撃者（スナイパー）の目が光る」
  - 第9話「現金輸送車強奪」
  - 第18話「レディー・キラー」
- スターウルフ 第2話「銀河を駆けろ! バッカスIII世」（1978年） - 医師
- コメットさん 第1話「愛ってなァに?」（1978年）
- 江戸の渦潮 第10話「五年目の対決」（1978年）
- UFO大戦争 戦え! レッドタイガー（1978年）
  - 第20話「チビQの謎を解け」
  - 第28話「空を飛んだチャコ」
- 若さま侍捕物帳 第13話「参上!! 赤い影法師」（1978年） - 番頭
- ゆうひが丘の総理大臣 第2話「生徒を信じないでそれでも先生か!」（1978年）
- ふしぎ犬トントン 第2話「ワンちゃん大脱走」（1978年）
- 青春の証明（1978年）
- 西遊記シリーズ
  - 西遊記
    - 第8話「悟空危うし! 鱗青魔王の逆襲」（1978年） - 村人
    - 第20話「猛吹雪! 三蔵狂乱」（1979年）
    - 第21話「豚教国 翠蓮王女いざ出陣!」（1979年）

  - 西遊記II 第18話「悟空叛乱 一人ぼっちの妖怪」（1980年）
- 俺たちは天使だ!（1979年） - 刑事
  - 第5話「運が悪けりゃ女にモテる」
  - 第20話「運が良ければ別れも愉し」
- 江戸の激斗（1979年）
  - 第4話「地獄の虫を叩っ斬れ!」
  - 第8話「宿場の対決」
  - 第9話「非情の罠・群狼を斬れ!」
  - 第12話「通り雨」
  - 第18話「復讐の狼」
- 江戸の牙
  - 第11話「宿敵! 炎の対決」（1979年）
  - 第26話「死斗 男たちの挽歌」（1980年）
- 鬼平犯科帳
  - 第1シリーズ 第12話「さむらい松五郎」（1980年）
  - 第2シリーズ（1981年）
    - 第11話「乞食坊主」
    - 第26話「用心棒」
- 男!あばれはっちゃく（1980年）
- 猿飛佐助（1980年）
- 江戸の朝焼け 第3話「流転の再会」（1980年）
- 旅がらす事件帖
  - 第7話「嵐の中の用心棒」（1980年）
  - 第15話「さすらいの他人船」（1981年）
  - 第17話「明日に別れのたむけ花」（1981年）
- 警視-K 第13話（最終回）「マイ・シュガー・ベイブ」（1980年）- 医師
- しづの生涯（1981年）
- 時代劇スペシャル
  - 八幡鳩九郎（1981年）
  - 振り袖御免 江戸芙蓉堂医館（1981年）
  - 仕掛人・藤枝梅安
    - 第5作「梅安針供養」（1983年）
    - 第6作「梅安岐れ道」（1984年）

  - 素浪人罷り通る 第6弾「素浪人罷り通る 矢立峠に裏切りを見た」（1983年）
  - 音なし源 さの字殺し（1983年）
  - 裏切りの報酬（1983年）
- 幻之介世直し帖 第2話「はやぶさが助けたおしどり瓦版」（1981年） - 番頭
- 同心暁蘭之介
  - 第4話「地獄のお告げ」（1981年）
  - 第6話「遠い国から来た女」（1981年）
  - 第29話「死の花嫁行列」（1982年）
  - 第30話「消えた花嫁」（1982年）
- 愛の劇場
  - 夫婦（1982年）
  - 妻の旅立ち（1984年）
- 文吾捕物帳 第15話「かわいい女」（1982年）
- 春姿ふたり鼠小僧（1982年）
- 危機一髪の女（1982年）
- 火曜サスペンス劇場
  - 危機一髪の女（1982年）
  - 闇を裂く一発（1982年）
  - 春の女優シリーズ 第3作「引き裂かれた白衣」（1986年）
  - 原子炉の蟹（1987年） - 高瀬勝二
  - 女検事・霞夕子 第4作「美しき容疑者」（1987年）
  - 追跡 第4作「110番通報の『兄貴』『すみれ』の言葉」（1998年）
- ザ・ハングマンシリーズ
  - ザ・ハングマンII 第14話「ニトロ式コルセットで悪の減量を!」（1982年）
  - 新ハングマン
    - 第3話「ホテル腹上死を演出する始末屋」（1983年） - 飯田橋釣り堀の主人
    - 第9話「連続射殺魔を騙した女結婚サギ師」（1983年） - 東亜生命小田原営業所社長
    - 第23話「美女をエサにする国際サラ金」（1984年） - マンション管理人

  - ザ・ハングマン4 第25話「痛快ダブルハンギング!!さようならありがたや節」（1984年） - 詐欺事件の被害者
  - ザ・ハングマンV 第15話「悪徳医師にエイズ患者?が作られていく!」（1986年） - 南良彦
- 浪人八景 雪太郎風流剣（1982年）
- 暁に斬る! 第25話「悪魔にさらして白い肌」（1983年）
- 月曜ワイド劇場 / 崩壊家族（1983年）
- 右門捕物帖 第33話「冬の風鈴」（1983年）
- 土曜ワイド劇場
  - 団地妻のさけび（1983年）
  - 事件の眼（1983年）
  - 牟田刑事官事件ファイル
    - 第1作「事件の眼 信濃路にいた女」（1983年）
    - 第2作「女たちの殺人パーティー」（1985年）

  - オフィス妻のさけび（1985年）
  - 原教子の「二泊三日の旅」シリーズ 第1作「お見合いツアー殺人事件・蓼科高原女神湖二泊三日の旅」（1986年）
  - 豪華サロンカー婚約ツアー殺人事件（1987年）
  - 露天風呂の女（1987年）
  - ホテル大火災の殺人トリック! 60分の1秒謎解きの死角（1990年）
  - 喪服を着た花嫁（1990年）
  - 殺意の誕生石（1991年）
  - もう一つの旅路（1991年）
  - 殺人適齢期（1992年）
  - はみだし弁護士・巽志郎 第1作「競馬場ギャル殺人事件! 年の差カップル 東京〜山形 危険な追跡」（1996年）
  - 棟居刑事の情熱（1997年）
- ニュードキュメンタリードラマ昭和 松本清張事件にせまる 第17回「阿部定のゆくえ」（1984年）
- 暴れ九庵 第2話「悪女を包む秋の風」（1984年）
- 私鉄沿線97分署
  - 第4話「幸せイミテーション」（1984年）
  - 第16話「ヘルプ! 身代金を集めて!!」（1985年）
  - 第49話「クロワッサンは罪の味!?」（1985年）
- ただいま絶好調!（1985年）
- 月曜ロードショー / 霧の山荘（1985年）
- 名探偵・金田一耕助シリーズ5・「死仮面」（1986年）
- 金曜女のドラマスペシャル / 小野小町殺人事件（1986年）
- 誇りの報酬（1986年）
- 正しい御家族（1987年）
- ザ・ドラマチックナイト / 細雪友禅殺人事件（1988年）
- ゴリラ・警視庁捜査第8班
  - 第28話「ある少女の疑惑」（1989年）
  - 第45話「ベスト・フレンド」（1990年）
- ビートたけしの痛快時代劇 / なめくじ長屋捕物さわぎ（1990年）
- 仕掛人 藤枝梅安（1990年）
- 代表取締役刑事（1991年）
  - 第20話「街の灯」
  - 第25話「明日に向かって撃て!」
  - 第38話「裁きは終わりぬ」
- 女無宿人 半身のお紺（1991年）
  - 第2話「心遣いは無用にて候」
  - 第4話「この涙お笑い下さい」
- 本当にあった怖い話 第16話「死者の滝」（1992年）
- 月曜ドラマスペシャル / ゲンコツ和尚は名探偵（1994年）
- 命なりけり（1994年）
- 眼の気流（1994年）
- 荒木又右衛門 男たちの修羅（1994年）